# Frank-Olaf Schreyer

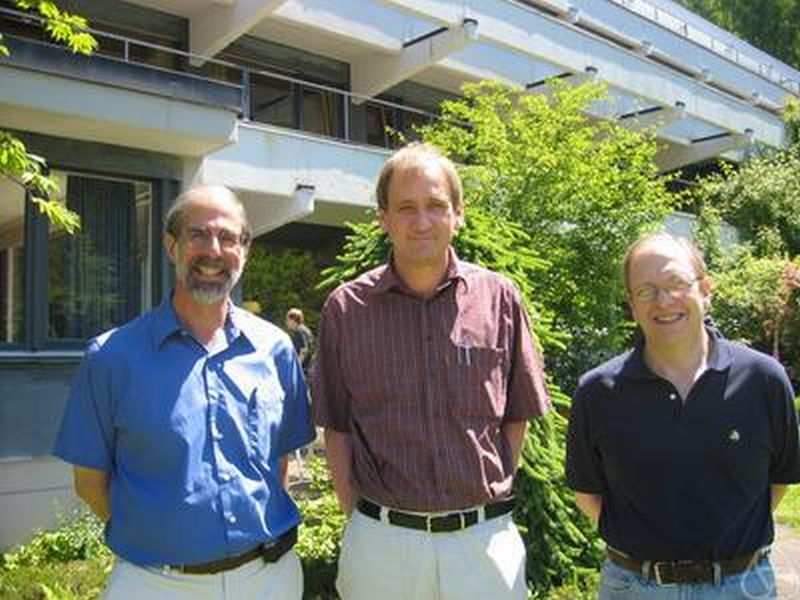
David Eisenbud (links), Frank-Olaf Schreyer (Mitte), Joseph Daniel Harris (rechts), Oberwolfach 2006

Frank-Olaf Schreyer ist ein deutscher Mathematiker, der sich mit Algebraischer Geometrie und algorithmischer Algebraischer Geometrie  befasst.
Schreyer wurde 1983 an der  Brandeis University bei David Eisenbud  promoviert (Syzygies of Curves with Special Pencils). Er war Professor an der Universität Bayreuth und ist seit 2002 Professor an der Universität des Saarlandes.
Er ist an dem von seinem Doktorvater David Eisenbud vorangetriebenen Ausbau der (algorithmischen) algebraischen Geometrie und speziell der auf David Hilbert zurückgehende Syzygientheorie beteiligt und entwickelte Algorithmen zur Berechnung von Syzygien.
Er ist Fellow der American Mathematical Society. 2010 war er Gastredner auf dem Internationalen Mathematikerkongress in Hyderabad (Indien).

## Schriften
- mit Wolfram Decker: On the uniqueness of the Horrocks-Mumford bundle, Mathematische Annalen, Band 273, 1985, S. 415–444
- Syzygies of canonical curves and special linear series, Mathematische Annalen, Band 275, 1986, S. 105–137
- mit R. O. Buchweitz, Gert-Martin Greuel: Cohen-Macaulay modules on hypersurface singularities II, Inventiones mathematicae, Band 88, 1987, S. 165–182
- mit D. Eisenbud, H. Lange, G. Martens: The Clifford dimension of a projective curve, Compositio Math., Band 72, 1989, S., 173–204
- A standard basis approach to syzygies of canonical curves, J. reine angew. Math., Band 421, 1991, S. 83–123
- Herausgeber mit Klaus Hulek, Thomas Peternell, Michael Schneider: Complex Algebraic Varieties, Lecture Notes in Mathematics, Springer Verlag 1992 (Konferenz Bayreuth 1990)
- mit W. Decker, L. Ein: Construction of surfaces in {\displaystyle \mathbb {P} ^{4}}, J. Alg. Geom., Band 2, 1993, S. 185–237
- mit K. Ranestad: Varieties of sums of power, Journal für die reine und angewandte Mathematik, 2000, S. 147–181
- mit David Eisenbud: Sheaf Cohomology and Free Resolutions over Exterior Algebras, Arxiv 2000
- mit W. Decker: Computational Algebraic Geometry Today, in: C. Ciliberto u. a. (Hrsg.), Application of Algebraic Geometry to Coding Theory, Physics and Computation, Kluwer 2001, S. 65–119
- mit D. Eisenbud, J. Weyman: Resultants and Chow forms via exterior syzygies, Journal of the American Mathematical Society, Band 16, 2003, S. 537–579
- mit D. Eisenbud, G. Fløystad: Sheaf cohomology and free resolutions over exterior algebras, Transactions of the American Mathematical Society, Band 355, 2003, S. 4397–4426, Arxiv
- Herausgeber mit Alicia Dickenstein, Andrew Sommese: Algorithms in Algebraic Geometry, Springer 2008
- mit D. Eisenbud: Betti numbers of graded modules and cohomology of vector bundles, Journal of the American Mathematical Society, Band 22, 2009, S. 859–888
- mit David Eisenbud: Betti Numbers of Syzygies and Cohomology of Coherent Sheaves, ICM 2010, Hyderabad, Arxiv
- mit Burcin Erocal u. a.: Refined Algorithms to Compute Syzygies, J. Symb. Comput., Band 74, 2016, S. 308–327, Arxiv